# Bulbultarang

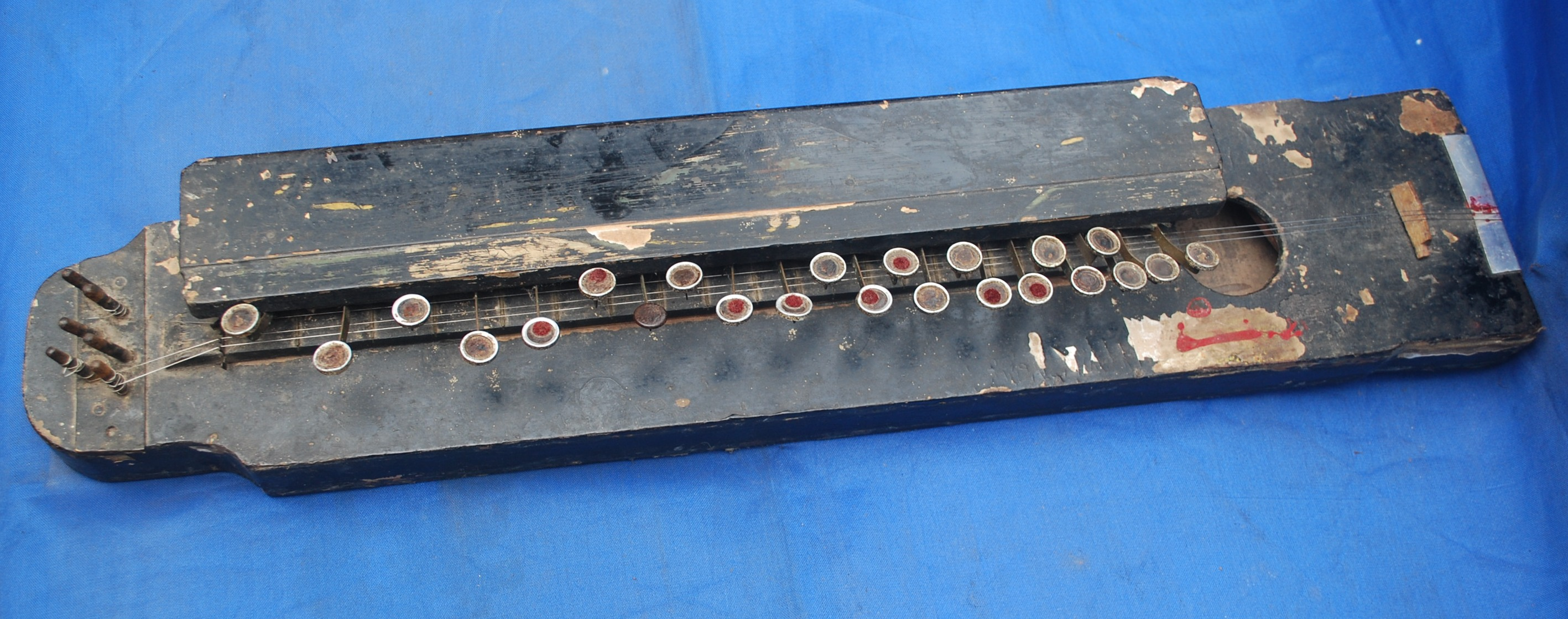
Bulbultarang

Bulbul tarang (ook los van elkaar geschreven; letterlijk: "golven van nachtegalen") is een snaarinstrument uit Punjab. Het is voortgekomen uit de Japanse taishogoto, die naar aangenomen wordt in de jaren dertig in Zuid-Azië aankwam.
Het instrument maakt gebruik van twee sets snaren, een voor bromtoon en een voor melodie. De snaren lopen over een plaat of toets, terwijl erboven toetsen zijn aangebracht die lijken op typemachinetoetsen. Wanneer ze worden ingedrukt, worden de snaren door de fretten verkort en wordt de toonhoogte verhoogd.
De melodiesnaren worden gewoonlijk gestemd op dezelfde noot of in octaven, terwijl de bromsnaren zijn afgestemd op de 1e en 5e van de melodiesnaren om een unitoon te bereiken.